# Afriberina melaleucaria
Afriberina melaleucaria är en fjärilsart som beskrevs av Hans Zerny 1926. Afriberina melaleucaria ingår i släktet Afriberina och familjen mätare. Inga underarter finns listade i Catalogue of Life.